# Zopatbach
Der Zopatbach ist ein Bach in der Gemeinde Prägraten am Großvenediger (Bezirk Lienz). Der Großbach entspringt im Hochkar westlich des Hochkarkopfs und mündet westlich der Umbalfälle in die Isel.
Der Zopatbach entspringt im Hochkar zwischen der Ogasilspitze im Südwesten, dem Quirl im Nordwesten und dem Hochkarkopf im Osten. Er nimmt mehrere Quellbäche aus dem Hochkar auf und fließt in südöstliche Richtung talwärts. Er passiert den Wiesenberg im Westen und den Mullwitzkogel im Osten und stürzt danach über einen Wasserfall ins Virgental, wo er von rechts in die Isel mündet. Dem Zopatbach wird auf seiner gesamten Länge ein geringer Verbauungsgrad und eine unbeeinflusste Hydrologie attestiert. Zudem weist sein Umland eine geringe Nutzungsintensität auf. Insgesamt wird dem Zopat auf seiner gesamten Länge eine sehr hohe naturräumliche Bedeutung und eine natürliche Gewässerraumprägung attestiert. Der Zopatbach wurde einst auch vom Hochkees gespeist.